# Леутарій I
Леутарій (Левтар) I (д/н — 554) — герцог Алеманії в 536—554 роках.

## Життєпис
Ймовірно був сином алеманського герцога Лантахара. У 536 році після смерті останнього разом з братами Бутіліном і Ґамінгом отримав батьківські володіння. У 548 році франкській король Теодебальд передав братам рештки Алеманії (на півночі і заході). Втім алемани продовжували визнавати зверхність Франкської держави.
Леутарій I насамперед відомий походом до Італії. У 553 році король остготів Тейя зазнав поразки від візантійців на чолі з Нарсесом. За різними версіями ще до того звернувся до короля Теодебальда по допомогу або останній вирішив скористатися боротьбою остготів і візантійців в Італії задля розширення власних володінь. Леутарію I та його брату Бутіліну франкський король наказав вступити до Італії. Можливо розраховував на підтримку остготів, зі знаттю яких герцоги мали дружні або родинні стосунки (деякий час південні алемани були під владою остготів).
Згідно з Агафієм Мірінейським 553 року Леутарій I разом з братом привів до Італії 75-тисячне франко-алеманське військо, але це тепер вважається перебільшенням. Спочатку вони перетнули альпійські перевали, зайнявши приальпійські області Італії. Потім Летуарій і Бутілін форсували річку По і завдали поразки візантійцям на чолі з герулом Фулькаром. Невдовзі перетворили Парму на свою ставку. Звідси вони здійснювали рейди до Кампанії, де розділилися: Леутарій рушив до Апулії, а Бутілін — до Мессенської протоки. Леутарій прагнув зберегти владу в північній Італії, а Бутілін розраховував панувати над усією Італією.
Пограбувавши значні області на півдні, Леутарій I вирішив повертатися до Алеманії. Втім біля Пізавра Леутарій I зазнав поразки від військового магістра Артабана, втративши значну частину награбованого. Під час подальшого відступу до Верони у війську алеманів спалахнула епідемія чуми, від якої також помер Леутарій I.